# Діброва (Бучанський район)
Діброва (до 1927 — Діброво-Ганнівка, у 1927—2016  — Діброво-Ленінське) — село в Україні, у Бучанському районі Київської області. Входить до складу Ірпінської міської громади. За переписом населення на 2001 рік становить 443 осіб, не зареєстрованих проживає більше. Поштовий індекс — 07800

## Географія
У селі бере початок річка Кіянка.

## Історія села
Про виникнення села знайдено свідчення краєзнавця О.Уразова:
Діброво-Ганівку було засновано наприкінці 19 століття. В 1900 р. тут було десятків три осель, що належали Латюку, Гунченку, Левченкам, Башинському, Кириченку. А землею володів поміщик Харченко. Поруч з цим селом були володіння генерала Станілевича. Село називалось Дібровою, бо купчилось воно біля діброви, а невеличкий хуторець біля села генерал назвав Ганнівкою — на честь своєї дружини.

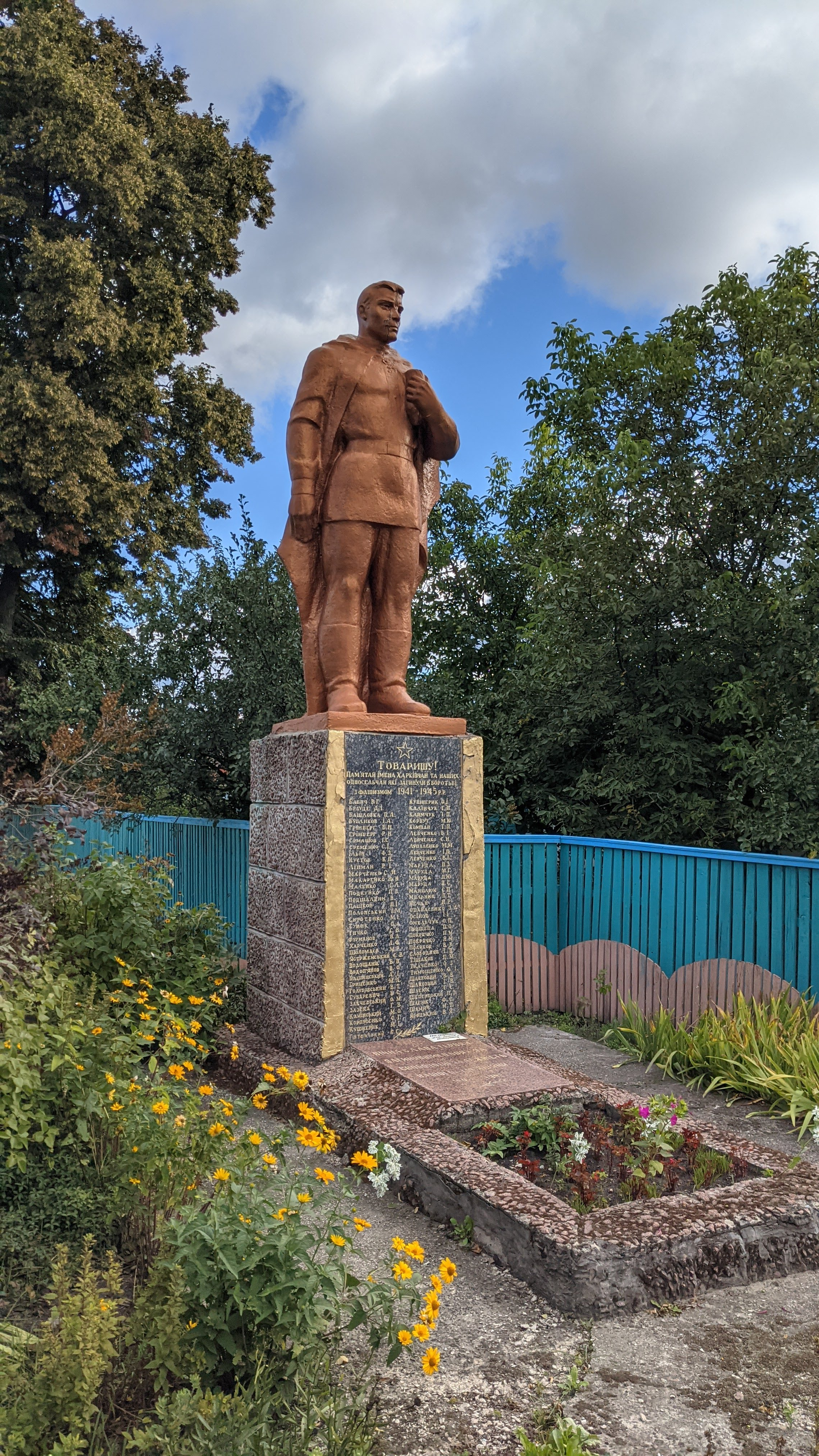
Братська могила партизан Діброва

На початку двадцятих років хутір прославився на весь Київський повіт своїм бойовим бандитським комнезамівським загоном.
В цей час більшовики воювали проти 40 тисяч українських повстанців, які виступали проти встановлення російсько-радянської влади.
Для боротьби з українськими повстанцями червоні створювали на місцях із комнезамівців-колаборціоністів бойові загони.
Із звернення Президії Київського повітвиконкому:
Зусиллями червоного війська, карних органів міліції, за найрішучішою допомогою незаможного селянства в Київському повіті остаточно знищено політичний бандитизм. А Київський повіт був щодо бандитизму першим у губернії. Підтримані міжнародною конрреволюцією, бандити гуртувалися в Київському повіті, щоб звідси вдарити по самому осередкові Правобережної України — Києву.
У знищенні бандитизму перше місце в повіти зайняв завзятий Діброво-Гіннівський комнезамівський загін.
Загін був утворений у березні 1921 року, очолив його секретар комнезаму 29-річний Василь Решетниченко(Дубравін).
Із звіту Київської повітової вйськової наради по боротьбі з бандитизмом про свою діяльність з 11 січня по 23 липня 1921 року:
Особливо виділяється загін комнезаможників у маленькому хуторі Діброво-Ганнівка Ворзельської волості, що налічує 26 чоловік і перебуває у найбільш бандитському районі…Загін бере участь у спільних операціях частин проти бандитів, за що комнезаможники хутора Діброво-Ганнівка були представлені кілька разів до нагород і постановою політнаради від 21.7 занесені на Червону дошку.
Про подальшу долю Діброво-Ганнівки свідчить О.Уразов:
В 1923 р. войовничий комнезамівський загін просив назвати село ім. Леніна, а не якоїсь там поміщиці. В 1927 р. жителі Леніно перетягли свої оселі в Діброву, на більш родючі землі. Село стало називатися Діброво — Леніно. А в 1930 р. виникла сільгоспартіль «Жовтнева нива», яку очолив Степан Гунченко.
У 20-х роках в селі було відкрито споживче товариство. Виготовляли бетонні колодзяні кільця, черепицю, цеглу.
Під час німецької окупації ДСВ окупаційна влада проводила облави по багатьох селах України в тому числі і в селі Дібрава. За пляшку самогона староста попереджав про облави, чим врятував багатьох від примусових робіт в Німеччині. За чутками староста допомагав партизанам, але був страчений більшовиками, коли німці відступили.
Діброво-Ленінський колгосп проіснував до 1950 року — цього року він об'єднався з козинецьким колгоспом.
Навколишні ліси входять до Дібровського лісництва Клавдіївського держлісгоспу. Це лісництво було створене ще у 1918 році.
Зараз це велике лісове господарство з цехами з переробки деревини, площа лісництва — 3765 гектарів.

## Сучасніть
Село Діброва має дві вулиці: головна (1-го Травня) і паралельна (Шевченка). Є три магазини і кафе-бар.
Є два невеликих ставки, які мають місцеві назви «Мошок» і «Басейн» — слугують місцем відпочинку. Це чудове місце, де можна відпочити, забути про все на світі і насолоджуватися неймовірною природою.
21 липня 2004 року пройшло освячення місця і встановлення хреста храму ікони Казанської Божой Матері, під настоятельством Дзюби Івана Івановича (Отець Іван). Нині він є священиком храму. А з 2005 року розпочато його будівництво. В храмі навіть діяла недільня школа, однак припинила своє існування. В 2011 р. за кошти, які зібрали жителі села відновили медпункт. Більше 5-ти років він був в жахливому стані, причиною цьому стала пожежа. Причина загорання медпункта — невідома. Цього ж року почалося розвиватися культурне життя села. Було організоване свято вертепу, на Різдво Христове. В ньому узяли участь діти, які проживають в селі, і навіть декілька дорослих. Свято проходило в сільському клубі, зал зібрав багато людей. Ініціатором цього неймовірного дійства була вчителька іноземної мови Дзюба Галина Іванівна, дружина Отця Івана. Після цієї події був створений колектив «Дубравушка». Художні керівники колективу писали сценарії до свят, а діти охоче грали свої ролі, розказували вірші, а також співали пісні. Та найголовніше свято, яке пройшло 21 липня 2011 року — це День села. Місцеві жителі вперше його святкували. Дуже сподобалося свято і всі дуже чекали наступного року, але цього не сталося через технічні проблеми, які виникнули.
Але вже в 2013 році 27 липня, селяни вирішили відсвяткувати день села, який пройшов дуже розважально та весело, завдячуючи знов колективу «Дубравушка».
Внаслідок державотворчого процесу «Декомунізація» 4 лютого 2016 року село було перейменоване на Діброву. Разом з тим відбулося перейменування вулиці 1-Травня на вулицю імені Валентина Опанасенка, уроженця села, який захищав свою країну в зоні АТО.